# Sailly-Labourse
Sailly-Labourse település Franciaországban, Pas-de-Calais megyében. Lakosainak száma 2535 fő (2022. január 1.). Sailly-Labourse Beuvry, Annequin, Labourse és Mazingarbe községekkel határos.

## Népesség
A település népessége az elmúlt években az alábbi módon változott:
| Lakosok száma | 2163 | 2254 | 2314 | 2336 | 2377 | 2404 | 2520 | 2577 | 2535 |
|               | 2013 | 2015 | 2016 | 2017 | 2018 | 2019 | 2020 | 2021 | 2022 |